# 老屋阁及绿绕亭
老屋阁及绿绕亭是中国的一处全国重点文物保护单位，位于安徽省黄山市徽州区西溪南镇西溪南村前街渔翁塘畔。
明清时期，西溪南吴家在淮扬经营盐业致富，在家乡兴建众多建筑。绝大部份建筑毁于1856年太平军与清军、乡团的战斗。今日该村仍保留明清建筑100多幢，老屋阁及绿绕亭是其中价值较高的。
老屋阁即吴息之宅，建于明代中期，前后两进，两层建筑，上层较下层高，为主要的起居场所，称为“楼上厅”。其风格为典型的明代徽派建筑，雕刻精美华丽。
绿绕亭是明代过街亭，正方形，在老屋阁东南渔翁塘畔，元天顺元年（1328年）始建，明景泰七年（1456年）吴斯和重建。临池置飞来椅供人休息。
1996年11月，老屋阁及绿绕亭被列为第四批全国重点文物保护单位。
老屋阁及绿绕亭原本风光优美，祝枝山等文人墨客曾作诗词加以赞美。其周边环境已经受到破坏，大量生活垃圾堆积多年。
2000年，云南“世博园”内模仿绿绕亭兴建一亭 。